# Zelinkaderes submersa
Zelinkaderes submersa är en djurart som tillhör fylumet pansarmaskar, och som först beskrevs av Gerlach 1969.  Zelinkaderes submersa ingår i släktet Zelinkaderes, och familjen Zelinkaderidae. Arten är reproducerande i Sverige.